# Nasuconia catarina
Nasuconia catarina (лат.) — вид горбаток рода Nasuconia из подсемейства Darninae (Membracidae). Неотропика: Бразилия.

## Описание
Мелкие равнокрылые насекомые (длина около 8 мм). Характеризуется следующими признаками: (1) фронтоклипеус на ½ своей длины выходит за пределы супрантеннального края; (2) преапикальная область заднего пронотального отростка равномерно выпуклая; (3) переднеспинка тёмно-коричневая; (4) при виде сбоку голова (вершина и фронтоклипус) косо направлена вперёд.
Этот вид сходен с N. lineosa и отличается от него следующими признаками: фронтоклипеус у N. catarina вытянут на ½ длины, в то время как у N. lineosa он вытянут на 1/3 за супрантеннальный край. Переднеспинка низкая у обоих видов, но впадина за плечевыми углами менее выражена у N. catarina; при боковом виде переднеспинка N. catarina регулярно выпуклая. Этот вид зарегистрирован только из Санта-Катарины, Бразилия.